# A Touch of Larceny
A Touch of Larceny is een Britse filmkomedie uit 1959 onder regie van Guy Hamilton. Destijds werd de film in Nederland uitgebracht onder de titel 'n Tikkeltje diefstal.

## Verhaal
De Britse commandant Max Easton heeft een saaie kantoorbaan bij de admiraliteit. Hij wordt verliefd op de Amerikaanse Virginia Killain en wil vlug meer geld verdienen. Hij gebruikt daarom militaire geheimen in zijn voordeel.

## Rolverdeling
| Acteur             | Personage              |
| ------------------ | ---------------------- |
| James Mason        | Commandant Max Easton  |
| George Sanders     | Charles Holland        |
| Vera Miles         | Virginia Killain       |
| Oliver Johnston    | Priester               |
| Robert Flemyng     | Commandant John Larkin |
| William Kendall    | Tom                    |
| Duncan Lamont      | Gregson                |
| Harry Andrews      | Kapitein Graham        |
| Peter Barkworth    | Luitenant Brown        |
| Rachel Gurney      | Clara Holland          |
| Martin Stephens    | John Holland           |
| Waveney Lee        | Marcia Holland         |
| Charles Carson     | Robert Holland         |
| Junia Crawford     | Susan                  |
| Henry B. Longhurst | Clublid                |